# 比賽開始
《比賽開始》是2009年的一部台灣偶像劇，由三立電視出資製作、新聞局輔導金支持下，於台視與三立都會台共同播出。以50年代後期至60年代初的台灣為背景，述說一個逃兵教練帶領鄉下棒球隊贏得冠軍的故事。

## 播出時間

### 首播
以下時間以當地時間（台灣時間）為準
| 頻道       | 所在地 | 播映時間      | 播出時間              |
| ---------- | ------ | ------------- | --------------------- |
| 台視       | 臺灣   | 2009年3月20日 | 每週五22：00播出      |
| 三立都會台 | 臺灣   | 2009年3月28日 | 每週六22：30播出      |
| 原視       | 臺灣   | 2009年9月6日  | 每星期日20：00播出    |
| 公視HD台   | 臺灣   | 2009年9月30日 | 每週一~週五20：00播出 |

### 重播
| 頻道       | 所在地 | 開演時間      | 播出時間                              |
| ---------- | ------ | ------------- | ------------------------------------- |
| 台視       | 臺灣   | 2009年4月4日  | 每週六13：00播出                      |
| 三立都會台 | 臺灣   | 2009年3月29日 | 每星期日14：00播出                    |
| 公視HD台   | 臺灣   | 2009年10月1日 | 每週二~周六08：00、12：00、16：00播出 |

## 故事大綱
（因林啟明冒充洪啟勝之身份，所以以下提到的啟明教練就是劇中所稱的啟勝教練）

【第一局】

正當北臺灣替紅葉少棒隊、台中金龍少棒隊及台南巨人少棒隊為國爭光的事感到歡欣鼓舞之際，花蓮磯崎國小少棒隊卻在對上光復國小的比賽中，吞下第四個連敗，這時校長正想考慮解散球隊時，球隊領導人物－布瓦老師已從台北請來新教練洪啟勝。

一個因軍紀糾紛而逃兵的林啟明，在車站碰到來磯崎找阿公的小五，還假裝搬貨工人騙了她十塊錢（50年代時的台幣）。林啟明在一條溪邊看到洪啟勝跳河自殺，意外拿到洪啟勝遺留下來的遺物。後來林啟明與小五兩人在往磯崎的公車上冤家路窄，再度重逢便吵起架來。而林啟明情急之下假冒洪啟勝的身分，變成磯崎國小新的棒球教練。

林啟明成為新教練後借住在小五的阿公家，不時和小五爭執鬥嘴，曾經有一次林啟明還想拿走阿公的簽名球。而無心帶隊的林啟明一心想要逃出磯崎這貧窮的地方，卻被種種原因給阻撓，只好另擇他日。

【第二局】

滿腦子想著逃跑的林啟明，這次被一個小偷給搞砸了。接下來的逃跑行動卻被棒球隊的小朋友看到，他只好胡亂邊個理由。布瓦在學校沒看到啟明，小朋友隨口說出教練往客運站的方向跑去。布瓦到客運站找啟明，問他為何要走，啟明謊稱他要到臺東探望生病的媽媽，但是聽到布瓦說教練有薪水可拿，就只好勉為其難的留了下來。

小朋友一直請求教練教導他們打棒球，同時為了擺脫領隊小五的監控，於是帶小朋友們進行一項「祕密特訓」，其實就是到山上的溪中抓魚，後來小五懷疑啟明偷懶，便氣憤的想上山找他理論，此時布瓦剛好正想帶小五去山上表達其對她的心意，但粗線條的小五渾然不知，最後還受了傷。

校長因著新教練喝酒、帶孩子到山上玩水捉魚、騷擾女老師加上學校經費不足，所以想開校務會議決定棒球隊的存廢。本來3票未過半數，可是林啟明最後舉手投下贊成，4票過半數，棒球隊就要被迫解散了。布瓦很傷心，跑到哥哥馬耀的照片前懊悔不已。
【第三局】

布瓦無法接受棒球隊即將解散的打擊，跑到秘密基地向哥哥馬耀懺悔。村子裡的人怕布瓦想不開，於是開始尋找。找到布瓦之後，聽到啟明說的「山不轉路轉」後，豁然開朗，決心開始用自己的力量為球隊籌措經費。

阿公開始號召全村的人變賣家中的物品到城裡換錢，但效果卻是不佳，於是布瓦提議大家去賣血，大家也都心甘情願的贊成這件事。籌到錢之後，終於可以付給教練薪水，不過啟明聽到自己的薪水是村裡的人去賣血賺來，而且還害二毛的爸爸昏倒，心中過意不去，決定再次逃離磯崎。

逃回家的啟明發現家門外有幾個便衣憲兵守著，所以先去工廠找弟弟啟義，連絡媽媽在土地公廟相見，並解釋逃兵的來龍去脈。之後在逃亡的途中，遇到一群熱愛棒球的小孩，才又想起對布瓦及阿公的承諾。

比賽就要開始了，不過始終沒看到教練回來。這次區域賽比數越差越大，磯崎國小還是持續掛零。這個時候，教練趕回來了，在教練的指導之下，雖然沒有贏得比賽，卻使磯崎少棒拿到前所未有的一分，全隊因此信心大增。

林啟明接到打來國小的電話，以為是自己的媽媽，沒想到是正牌洪啟勝的老婆，目的是要叫洪啟勝寄薪水回去貼補家用，令林啟明煩惱不已，同時瑋婷老師抱怨球隊除了阿元以外功課普遍低落，尤其是隊長阿Su，要教練好好督促他。
【第四局】

布瓦再次拿著大家賣血的錢要給啟明當薪水，啟明想到這薪水可以順便寄一部份給洪啟勝的老婆，於是這次並不再拒絕。

啟明自從從家裡回到磯崎後，便立定努力帶好棒球隊拿得勝利，而開始擬定各項訓練計畫。但這時啟明教練卻決定將現任隊長阿Su換成功課很好的阿元，此舉令隊中很多人頗有不滿，結果都不聽阿元的話，使阿元心情十分沮喪，還去找教練請求換掉他自己，但是啟明以自己小時的經歷勉勵阿元，叫他成為個有信心的人。另一方面，阿Su的姊姊富美聽到阿Su被換掉隊長一事，以為他又惹事，而招來責罵，所幸有娜娜在一旁解釋整個來龍去脈。

阿元在球隊之中仍管不動大家，只好請求於阿Su，卻被啟明看到而辱罵一頓，阿Su便氣沖沖的跑走，拉拉看不下去也隨之跟從，因此被趕出球隊。晚上傅媽及富美到照相館找教練理論，但啟明說明兩人是自己離開，並強調阿Su與拉拉沒有團隊精神，無法使球隊的目標達成。

小五生氣的跑去問啟明是怎麼一回事時，卻看啟明在打包行李，以為又要落跑，沒想到是要把小五喜歡的那間房讓給她，自己睡在原來小五睡的倉庫。一早不知情的阿公看到小五從啟明的房間出來，以為兩人有曖昧，氣的心臟病發送醫，後來一切誤會釐清後，才平息過來。並受阿公之言，教小五開車。

熱愛棒球的阿Su、拉拉總是在不遠處偷瞄球隊練習，一日啟明假裝藉口離去，讓他們倆能和大夥一塊練球，這時小五跟啟明看到此景，小五則開始贊成讓阿元來當隊長的方法。

啟明決定讓阿Su和拉拉歸隊，但只能在一旁拔草當工友，其他人則因接受教練的魔鬼訓練而吃不消，身上到處傷痕累累，大家開始不想練球。布瓦知道之後找了啟明商量，於是有了衝突，所以決定進行一項戰役，不幸的是啟明的快速球將布瓦的球棒打斷，令他非常生氣。啟明聽了富美訴說這球棒對布瓦的重要性後，找了布瓦向他道歉，但是布瓦除了在氣啟明弄壞他哥最珍貴的球棒外，同時對他跟小五感情越來越要好的事在吃醋，便憤而離去。

後來啟明他開始想這球隊不能沒有真正的球棒，便坐車前往花蓮的當舖籌錢。
【第五局】

校長看到棒球隊仍在練習，還聽到不少孩子們對啟明教練嚴格培訓的抱怨，於是找來布瓦問話，並警告不能讓小孩們受傷以影響到課業，禁止大家在學校裡練習。另一方面瑋婷也找了啟明，對於他對小朋友的訓練大聲撻伐，但為了一圓村中的冠軍夢，啟明仍不改自己的訓練計畫，還將自己買回的球棒，依照每個人條件不同仔細分配。

但嚴格的訓練讓很多小朋友都不想來，啟明只看到隊長阿元一人，深感生氣，不過被罰的阿Su卻主動懇求教練讓他回來練習，這使得啟明頗為感動。於是啟明主動去找其餘的小朋友，但卻遭到家長的唾棄。後來傅媽他們到阿公家找教練理論，可是啟明依然故我，且批評馬耀教練之前錯誤的訓練，使得傅媽他們想教阿公罷免啟明，但阿公認為啟明無錯，應繼續留下來訓練球隊。

一天，阿公例行要到太魯閣幫忙拍照，卻發現最具有價值的照相機不見了，引起全村一陣騷動。於是大家開始討論嫌疑人物，這時售票員小姐指認啟明某天曾鬼鬼祟祟到花蓮，回來還帶著一袋球棒。不過啟明確無法交代清楚買球棒的金錢來源，大家便認定啟明就是偷相機的小偷，被趕出照相館。後來在阿Su好心的邀請之下到他家居住，卻也看到阿Su的爸爸被討債兄弟毆打的情形。

因為啟明偷竊的嫌疑重大，布瓦便堅決啟明要離開棒球隊，讓雙方起了不小的爭執，一旁勸架的小五就告訴他們不久之後會回台北補習重考大學的事情，後小五告訴啟明她相信他並不是小偷。

為了證明啟明有沒有偷阿公的相機，傅媽跑到花蓮找到那間當舖的老闆，並帶回磯崎指認真正的元兇，不過卻讓啟明獲得平反。於是啟明說出他將自己媽媽給他的手錶拿去典當，卻發現預算仍舊不過，就假冒磯崎國小校長身份賒帳買到球棒。阿公因而誤會啟明而感到愧疚，便趁機請他再回來住，還拿錢給啟明去繳球棒的錢。

事情告一段落後布瓦仍不讓啟明回來帶球隊，原因是大部分的家長都不認同他的訓練。後來大家達成協議，啟明恢復了教練的職份。

阿公和富美在觀光區幫忙拍照，無意間發現阿公不見的相機，經追問才知道是富美的爸爸賣給他們的。傅媽叫阿公報警抓人，但啟明確為富美爸爸求情，富美瑜是跪下來懇求阿公不要找警察抓他爸爸，最後阿公選擇原諒，因為他覺得如果阿嬤在的話，也是會如此做的吧！
【第六局】

小五為了重考補習，必須要回到台北去，但她對磯崎已經有了家的感覺。另一方面阿公也不願小五離去，卻死鴨子嘴硬責罵小五趕快離開，小五知道阿公對他不捨的心意，不自覺留下眼淚。阿公努力掩飾自己的情緒，對於小五親自做的三明治，表示吃不習慣，也不去送她坐車。啟明、布瓦和棒球隊的小朋友到客運站送小五一程，希望小五能早點回到磯崎。

阿公帶著家長們到學校找校長，正逢碰到校務會議，並與校長及家長會長起了爭執，反倒讓棒球隊無法在學校練習。在小朋友難過之際，啟明宣佈新的磯崎棒球隊正式成立，且在後山找到一塊空地可供練球。

啟明和布瓦為了拯救棒球隊，拉攏瑋婷擔任球隊領隊，引來瑋婷的反彈，且跑去跟校長告狀。校長看到兩人為了球隊的熱誠不遺餘力，愈想恢復棒球隊的念頭，但是卻牽至於家長會的反對。

新家會長的兒子－小傑，自小體弱多病，卻喜愛棒球，想加入學校裡的棒球隊，但遭受其他小朋友排擠，因為媽媽的反對讓他們沒有場地可以練球。球隊在後山練球的消息被會長知道，因是自己的土地，本欲想把他們趕離，不過小傑拚命求情，才得以進行下去。小傑想和大家練習，大家不肯，但啟明卻同意他跟大家一起練習，不料卻突然昏倒。會長指責並揚言提告教練，教煉反駁小傑是真心愛棒球。校長也向陳會長開導勸說，小傑也是想跟其他人一樣自由自在的玩在一塊。之後會長暫時恢復棒球隊，不過要讓小傑加入少棒隊中，校長則又提出必須每個隊員都考試及格，方能參加下個月的比賽。

為了能參加比賽，啟明和瑋婷他們努力的想讓阿Su的成績大有進步，並到醫院替小傑加油打氣，希望能早日康復。

球隊練習時，阿Su與娜娜的爸爸跑過來把他們抓去採釋迦，阿元連忙告訴啟明，啟明趕到阿Su家時，看到他們的父親對他們三人施暴，急忙阻止下來。為此，阿Su開始有了離家出走的念頭。
【第七局】

阿Su對於自己爸爸打了姐姐之後，難過的跑了出去，口中說著要去找媽媽。啟明追了出去，鼓勵阿Su要在課業上多多努力，說明讀書跟打棒球一樣，要對自己有信心點。隨後倆人到大熊家買饅頭去，原本大熊父心疼阿Su要請他吃，但是阿Su記住姊姊的教晦，不能隨便就拿別人的東西，於是把身上僅有的五角付錢。

小五回來磯崎了，小五的父母也來了。往阿公家的路上，村民各個指指點點，招到責罵。小五的爸爸本想給阿嬤上柱香，卻被阿公給擋住。阿公一氣之下，舊疾心臟病這時卻發作了，面對車子故障的狀況，小五的爸爸只好用揹的把阿公揹到醫院去，並親自幫阿公動手術。阿公醒後，小五父知道阿嬤的死因之後，跪在病床旁請求原諒，雖然阿公嘴硬，不過眼眶卻有已淚水了。

所以小五父，決定一個月回磯崎一次替村民義診，當大家都高興贊成時，小五的媽媽卻堅持反對，要她和義診之間選擇一個。不料小五父在阿公出院回來後，當著阿公面前決定要回磯崎義診，小五母一氣之下憤而離去。另一方面阿公終於原諒了他的兒子，還要小五父去跟小五母解釋清楚，只要小五留下照顧他就好，小五當下明白原來阿公對他如此疼愛。

這次的考試決定磯崎國小棒球隊是否可以恢復，關鍵的阿Su卻考了個58分的不及格分數，讓阿Su覺得非常難過。此時瑋婷老師突然帶來個好消息，就是校長同意給大家一個機會，讓阿Su有一次補考的機會，大家終於高興了起來。

娜娜被自己的爸爸賣給人蛇集團，阿Su急忙找布瓦幫忙，詢問阿Su父卻也無法得到什麼消息，於是布瓦告訴大家一起來幫忙尋找，最後還是沒有下落。之後布瓦告訴富美，並向她表明自己對她沒有愛意，要富美不要再等他了，趕快去找一個真心愛她的人。傷心的富美便要布瓦不要再管她家的事，往後再也不會找他幫忙。另一頭的阿Su發現了人蛇，並躲上他們的車，剛好被傅媽看到，傅媽趕緊去告訴富美，才知道阿Su原來是要救娜娜，但也錯過了補考的機會。隨後阿Su跟著人蛇他們，雖然找到了娜娜，卻被人蛇集團的人發現，無法救出娜娜，只好先回去找救兵幫忙解決。在棒球隊小朋友那邊，達魯他們也帶著大家要去找娜娜，但是仍無所收穫，每個人都沮喪的不知道要去哪裡尋找娜娜的下落。
【第八局】

從賊窟回來的阿Su，歷經千辛萬苦走到腳都流血，並告訴大家娜娜的下落，於是便起身前往尋找，但人蛇已人去樓空，令所有人非常失望。富美於是去向爸爸求情，獨自一個人去找人蛇集團，不過他們卻開出一人換一人，要富美跟娜娜交換的條件。
阿Su終於不負眾望以75分的分數通過補考，磯崎少棒隊終於可以恢復，但是阿Su卻因為娜娜不在，一點都高興不起來。此時富美帶著被賣走的娜娜回來，並騙大家說是向傅媽借錢贖回娜娜的。正當大家歡欣鼓舞之際，阿公載來家長會長，也就是小傑媽媽贊助球隊的新球衣，只是小傑因為病情不佳將到美國治療養病，眾人便到醫院探望。為此，教練替小傑安排了一場比賽，小傑還擊出一支全壘打。啟明鼓勵小傑，棒球選手不論到哪都要更勇敢、更堅強。

為了慶祝富美一家團圓，阿公特地準備一桌飯菜慶祝一下。啟明突遭受到小五及瑋婷新舊領隊的尷尬事情，還好有阿公出來解圍。而富美卻突然宣佈要和布瓦解除婚約，另外將定情之物—豬牙項鍊還給布瓦。隔天富美留下一些錢與一張紙條，要阿Su與娜娜相互照顧，並騙他們說要去台北工作還錢。可是留下來的錢卻又被阿Su父偷走大肆買酒，阿Su父還因酗酒過度摔到山崖下而死，遭逢多災多難的阿Su與娜娜決定一起去嘉義找媽媽。

啟明他們在阿Su家找到一些信件，知道阿Su與娜娜到嘉義去尋找母親，啟明便與瑋婷、布瓦、小五，開著車到嘉義找阿Su與娜娜。但在嘉義的路上碰巧遇到憲兵臨檢，啟明緊張藉機繞路開走，並順路去工廠找啟義，卻碰到憲兵官在盤問啟義，還好啟明與啟義配合的好，才沒被識破，啟明還藉機詢問了父母最近的情況是否安好如何。

啟明一行人在路上意外地遇到行走已久的阿Su與娜娜，並且得知阿Su媽已與以前大不相同，感嘆不已。這時啟明想趁回到嘉義的機會，回家探望一下父母，也只好以有私事之由，先行與大家離開。

回到家的啟明，高興的能與母親再次相見，不料憲兵官卻突然到家裡來追查。且威脅啟義，若藏匿逃犯，知情不報的話，連他也要連帶受罰，還好啟義堅持不說，憲兵官也拿他沒輒。則啟明就躲在啟明母的床下，幸運地逃過一劫。 
【第九局】

憲兵官帶著憲兵追捕啟明到家裡，憲兵官軟硬兼施的威脅、逮捕啟義，想要知道啟明的下落，但是啟義與啟明母卻堅決不肯說出啟明的形蹤，憲兵官無奈之下，只好說出今天是他們追捕啟明的最後一天，再抓不到啟明，憲兵會撤哨，而軍隊也將會發佈全國通緝，對啟明來說，情況反而更不好，憲兵官說明自己是想幫助啟明，但沒有啟明消息也無能為力。啟明父回家看到啟明後，痛責啟明，想要啟明去自首，啟明說出有苦衷，還不能去自首，啟明母也幫忙，讓啟明離開。
瑋婷關心啟明，獨自在客運站等他，並且向啟明說出他近來情緒不穩定，啟明心虛得急忙解釋。啟明回到學校後，向大家表示比賽快到了，往後的訓練會更加嚴厲、辛苦，小朋友們異口同聲的表示，為了冠軍，不怕辛苦。小五及布瓦也都發現啟明最近的情緒異常，關心問起啟明是否有甚麼秘密，布瓦還向啟明透露小五對他有好感。
達魯、拉拉們碰到光復國小的球員，打架打輸了，棒球還被搶走，回來不敢告訴啟明，害得其他小朋友被處罰。布瓦到光復國小收集情報，被光復國小教練發現，才知道達魯們打架及球被搶走的事，布瓦回來告訴啟明，而瑋婷也帶著小朋友來認錯，啟明為了激勵大家，帶著當初打架的小朋友去光復國小，啟明忍受屈辱撿球，卻趁機鼓舞了小朋友們的士氣。
瑋婷為了接近、討好啟明，努力去學習有關棒球的知識，雖然在啟明猶豫著重心要放在攻擊還是防禦時，給了啟明提示，但也因為教了小朋友一些不對的棒球用語，而遭到啟明責罵，當瑋婷傷心難過之時，因為阿Su的提醒，決心向啟明要求跟大家一起練球。啟明看著大家的練習，每一個人打出去的球，都被達魯給接住，警覺應該加強內野防守，但是瑋婷認為因為上次娜娜等人的告密事件，造成她們被排擠，所以當務之急該加強團隊精神。
小五父回到磯崎來義診，阿公非常的高興，另外小五父還帶了小麥學長來，小五雖然開心，但是心裡卻已經有了啟明，而啟明看著小麥學長對小五的態度，明白小麥學長才應該是小五的選擇，剛好啟勝教練的老婆打電話來，被瑋婷接到，啟明只好藉故承認已婚，但是也因此傷了小五與瑋婷的心，小麥學長勸小五趁此與他一起到美國，可是小五承認是喜歡啟明的，小麥學長只好黯然離去。
憲兵官用計從啟義處得知啟明躲在磯崎，尋線找到了磯崎，找到了學校，也了解了啟明目前的工作，還有對大家的重要，只好先不透露自己的身份；另外啟勝教練的老婆也帶著小孩，來到了磯岐，找到了阿嬤照相館……
【第十局】

啟勝教練的老婆帶著小孩，來到了阿嬤照相館，哭訴說出母女被啟勝給拋棄的經過，阿公趕緊叫啟明出來面對事實，啟明在無可奈何之下，只好說出啟勝自殺的事情經過，自己卻差一點而無法救到他，啟明拿出了啟勝的遺物交還給他老婆。正當眾人開始質疑啟明的身份時，憲兵官出現，說出了啟明的真正身份，並想帶走啟明去投案，啟明懇求再多給一天的時間，能夠把隔日的棒球比賽比完，好完成大家共同的心願，阿公與眾鄉親亦一同請求，憲兵官也同意隔日會來帶走啟明，啟明請求大家先不要將他的身份告訴小朋友們，好讓他們專心比賽。
與光復國小的世仇比賽，激烈的進行著，磯崎國小的棒球隊也有著不同與往的表現，但是球隊還是輸掉了比賽，而且憲兵官也如期來抓走啟明，啟明被抓走，留給大家的是無限的失望傷心與感傷。
被關在監獄裡的啟明，因為背負著逃兵的罪名，所以受盡了監獄裡班長的責磨，啟明也學會了逆來順受；而且因為啟明冒名頂替教練的事，讓布瓦在磯崎裡，再也招收、組不到一隊棒球隊員，布瓦認定這樣都是啟明所造成的，啟明粉碎了他與哥哥的棒球夢想，他永遠無法原諒啟明。
重新回到部隊服兵役的啟明，對於親友寄來的信件，從不拆開來看，此項舉動也引起了輔導長的關心，而啟明在退伍時，卻把所有信件退回；隨後小五也找到部隊來，但是只能從輔導長處，得知啟明有個弟弟在嘉義，小五找到了啟義，但是啟明不願見小五，小五失望的離去。而啟明偷偷的去參加小五的畢業典禮，雖然被阿公發現了，啟明卻坦白沒臉見小五。
啟明四處找工作做，卻因為曾經坐過牢的關係，每樣工作都無法長久，直到碰到了一個熱愛棒球的餐廳老闆，願意收留他。
瑋婷寄給啟明的信，全被退回來，因而遭到校長的責罵，責罵她不該將心放在啟明身上，並要瑋婷去與教育局長的兒子相親；瑋婷無奈的餐廳去與局長的兒子東川相親，正當瑋婷在受不了東川言行舉止時，卻意外的見到了在餐廳工作的啟明；瑋婷責怪啟明為何從不聯絡，可是自從啟明離開以後，磯崎少棒隊消失了，當年的小朋友也全變了樣，而這一切都是啟明該負最大的責任，因為啟明給了他們希望，卻沒有陪他們走到最後……
【第十一局】

啟明又回到了磯崎，可是才下了客運車，就被一群小流氓搶劫、打昏，而其中有一個的名字竟然叫拉拉，啟明被阿公救回阿嬤照相館，才知道拉拉讓傅媽寵壞，跑去跟人家混流氓，啟明驚訝，而且不讓阿公通知小五自己又回到磯崎，此時嘎造回來，看到啟明非常開心，急著帶啟明要去跟大家見面；另一方面，拉拉從搶來的皮包裡，看到啟明的身份，楞住。
嘎造帶著啟明先在路上碰到了沿街叫賣包子饅頭，而發胖的大熊，也見到了繼承腳踏車店的二毛，啟明問起阿元，知道阿元住院。啟明到醫院探視阿元，正在陪阿元的瑋婷內心喜悅，向啟明說出阿元因為挖煤礦，而感染了肺癆，啟明自責眾人的改變，都是自己造成的，今天，自己再回到磯崎，就是想要回來贖罪的。
拉拉到撞球場找娜娜，將啟明的皮包給娜娜，娜娜興奮問起啟明消息，拉拉卻不願回答，此時一批混混來調戲娜娜，都被拉拉打跑，傅媽也來找拉拉回家，拉拉卻故事忤逆傅媽。
也染上酒癮的阿Su，在工地打工賺不到錢，心情不好的與拉拉喝酒，碰上之前撞球場的混混，雙方打架，阿Su被打傷，拉拉將阿Su送到醫院，剛好見到啟明，兩人都對啟明態度冷淡，啟明送阿Su回家，剛好嘎造與娜娜一起在準備晚餐，了解小孩已長大，娜娜將皮包還給啟明，啟明心中五味雜陳，而傅媽希望啟明想想辦法，能否讓拉拉變回從前的好孩子。
啟明回到了磯崎國小，阿公與嘎造、二毛、大熊找來，正當大家在重新編織棒球夢時，對啟明非常不諒解的布瓦來要趕走啟明，啟明表白自己是回來贖罪的，會永遠當布瓦是兄弟。
傅媽對拉拉的溺寵，遭受到阿公的責罵，傅媽傷心難過，只希望拉拉回家，拉拉躲在一旁亦跟著難過，啟明出來要拉拉回家，並說要重組棒球隊，拉拉卻說出當年大家受到啟明的欺騙、拋棄，如今不會再信任啟明。
啟明告訴瑋婷想要重組棒球隊，瑋婷為了幫助啟明，求校長幫啟明安排工作，但反遭到校長的責罵。
啟明與阿公去找棒球隊最強的五甲中學教練，請求能夠與他們比賽一場，不管啟明用盡任何方式，五甲教練卻不答應。
拉拉帶著阿Su到撞球場找娜娜，碰到一個男子在騷擾娜娜，拉拉幫忙解圍後，說想找兄弟去找他，娜娜卻要拉拉送喝醉的阿Su回家，拉拉想送娜娜回家，而嘎造也來接娜娜回家，拉拉心中不是味道，藉口先離開，而阿Su記恨嘎造不給他錢買酒，趕走嘎造，娜娜看著離去的嘎造，十分傷心，因而責怪阿Su不顧同學之情，愛喝酒，跟死掉的爸爸越來越像。嘎造黯然的到了阿嬤照相館，說出了已搬離了阿Su，還說出了這幾年的家庭經歷，阿公要嘎造住到阿嬤照相館，嘎造感恩在心，而啟明也說出要重組棒球隊，把球員一個一個找回來，嘎造高興開心。
【第十二局】

拉拉不小心聽到村民在謠傳傅媽與阿公有曖昧關係，非常生氣，剛好老大拿了一筆安家費，要他去殺掉某位老大，拉拉為了不讓傅媽再辛苦開雜貨店，拿錢回家時，看到來幫忙修燈泡，因差點摔倒而被傅媽扶住阿公的情形，拉拉誤會憤怒而跑走。
為了求得與五甲中學的棒球隊比賽，啟明每天去幫棒球隊做事，但是五甲的教練就是不同意，瑋婷與阿公、嘎造想來幫忙求情，卻看到受盡折磨，仍一直忍耐堅持不死心的啟明，五甲的球員受到感動不忍心，也幫忙求情，五甲教練無奈答應，只要啟明組成球隊，願意比賽一場。阿公們開心，瑋婷並表明願意當領隊，而瑋婷對啟明的關心，卻無法得到啟明口中的明白示愛。
傅媽找拉拉找到娜娜的撞球場，經過逼問，由小弟處得知拉拉要去殺人，急忙趕去阻止，娜娜則跑去找拉拉的老大求救，老大不理會，娜娜只好又去找阿公。傅媽及時阻擋了拉拉殺人，並挺身而出要代拉拉受罰，幸好拉拉的老大及時出現解圍。傅媽牽著拉拉的手離去，才驚覺拉拉已長大，趕來要幫忙的啟明與娜娜責罵拉拉，拉拉反唇相譏扯出傅媽與阿公的謠言事，傅媽傷心氣得趕走拉拉。娜娜找到溪邊，送來傅媽的關心及為拉拉求來的保平安十字架，拉拉卻不接受，反而將十字架丟掉。拉拉來找老大賠罪，老大要他暫時去避一避風頭。
啟明與阿公來關心傅媽，想借雜貨店外當做棒球隊的籌備處，傅媽答應，想藉此機會將拉拉引誘回來。嘎造幫忙去找昔日隊員，二毛除了高興可以再打棒球，也準備考夜校，但是二毛父卻都不同意，引起二毛反抗，可是阿Su與達魯，迫於現實問題，無心再打棒球，嘎造十分灰心。布瓦警告啟明不要再將失望與絕望帶回來，而且不准再到學校堤防來。
二毛因為父親不准他報考空軍官校起了爭執，而在無意間竟發現自己只是養子，誤會父親因此才會阻止自己報考空軍官校，父子因而爭吵，二毛責怪父母欺瞞，憤而離家出走，跑去找大熊，並告知此事。
東川為了追瑋婷而調到磯崎來當代課老師，讓瑋婷心煩不已，再加上啟明也一直迴避瑋婷有意無意的示愛，即使啟明高興的來告知已找到練習的場地，瑋婷卻氣得拒絕再當啟明的領隊。
某角頭因為找不到拉拉，只好砸了傅媽的雜貨店，嘎造想幫忙，也因此被打傷，傅媽為此難過不已。
【第十三局】

啟明與阿公在空地上等待球員們來練球，卻一直等不到人，眼看著太陽即將下山，啟明一個人也將空地整理好了，才見到二毛一人來到，但是如果要他加入球隊，先要幫忙說服二毛父讓他報考空軍；可是二毛父因為耽心飛機會摔下來，不願二毛去當空軍，二毛氣二毛父並非爸爸，無權管他，阿公生氣教訓二毛，無奈說出二毛的身世來，而他的親身父親就是墜機死亡，所以二毛父仍堅決不准二毛報考空軍，二毛再度跑走，找上大熊幫忙，二毛父找來，大熊只好說出二毛去台北報考空軍。二毛體檢出有色盲無法報考，二毛父出現安慰，二毛卻不領情。
嘎造找到拉拉，責怪他當縮頭烏龜躲起來，害得傅媽雜貨店被流氓砸店，還威脅傅媽不交出他來，要把店毀了，拉拉無奈找上角頭陪罪，不但受到侮辱，最後還砍下自己的小指，同一時候，傅媽忽然心神不寧。
啟明一心想要將棒球隊重組起來，還給當年欠大家的冠軍，嘎造質疑啟明再組棒球隊的用心，明白表示今非昔比，這個夢對大家已經不重要了，加上瑋婷的態度不明，啟明卻不灰心，決定一個人去組棒球隊，東川看出瑋婷對啟明的喜歡，遂找上啟明表示自己想當領隊，啟明雖不同意，但是東川為了要讓瑋婷喜歡自己，明說自己一樣有熱情，一定會幫忙把球員找回來。
東川用盡辦法到處找球員回來打棒球，卻都徒勞無功，甚至假扮警察，捏造二毛的死訊去騙二毛父、母，害得二毛父傷心衝向海裡想自殺，幸好瑋婷與啟明及時趕到拆穿了東川假扮警察的身份，才沒有造成遺憾，瑋婷怒責東川，東川說出所做所為，一切都是因為喜歡瑋婷，想要好好表現自己，讓瑋婷喜歡，瑋婷不一點也不領情，並要東川死心，東川無可奈何之下，只好留下辭職書，默默的離開磯崎。
二毛還是回磯崎來了，傅媽看到忍不住訓了幾句，但也心痛拉拉卻不懂得要回家，即將要離去的東川告訴二毛，他父親差點為了他自殺，二毛吃驚，趕緊跑回家並向二毛父懺悔，父子倆的態度經過這一次的事件，都有了轉變，願意互相體諒、支持彼此。
拉拉帶了酒來找阿Su一起喝，卻遭娜娜責怪家裡已沒有錢能夠再讓阿Su繼續喝酒，阿Su認為嘎造住他家，吃他家，該負責買酒，娜娜一直幫嘎造講話，拉拉看到娜娜對嘎造的態度，心裡頗不是味道。
【第十四局】

娜娜為了生活下海賣身，被嘎造與拉拉無意間看到，拉拉一路尾隨跟蹤到了一間小旅社，而當在房裡做完交易後，恩客正在羞辱娜娜時，拉拉衝進來解救，卻一不小心打死了恩客，拉拉急忙帶著娜娜逃離，拉拉要娜娜陪伴一起逃跑，發誓會永遠保護她。拉拉回家偷錢被傅媽發現，傅媽苦勸拉拉回頭，拉拉無奈說出殺了人的事情，傅媽一驚，趕快給拉拉一批錢，要他逃得愈遠愈好，拉拉心疼傷心離去。拉拉來接娜娜逃跑，嘎造看到，疑惑不已。
二毛、嘎造、大熊開始回來練球了，啟明很開心，也期待著其他球員都能夠歸隊；啟明找上了阿Su，但是已酗酒成性，並到處欠了一堆酒錢的阿Su，卻表明了喝酒可以，練球是不可能。
嘎造到處探聽娜娜的下落，傅媽失口只好說出拉拉殺了人的事，嘎造回頭去逼問阿Su，阿Su痛苦自責娜娜為了錢去接客，才會害得拉拉因此殺了人，嘎造責罵阿Su，還帶阿Su去向傅媽道歉。阿Su痛苦、傷心、難過的像乞丐般，四處找酒喝，還受盡侮辱，阿Su自責的喃喃自語，將不會再喝酒了。
小五心中五味雜陳的回到了磯崎，與啟明的碰面，兩人在熟悉中卻好像又加添了些許陌生，小五無意間透露了要考託福，出國留學，反而激起了啟明的自尊心。啟明為了籌措棒球隊的經費，到工地求工頭給臨時工，阿Su聽到有些感動，但是工頭寧可請阿Su，也不請啟明，阿Su從旁幫腔，願意協助，工頭只好同意。啟明、阿Su兩人互相幫忙，兩人回想起往日，阿Su說出自己的手早已廢掉了，為了止痛才會染上酒癮，啟明告知棒球不止投球，還有打擊與防守，阿Su答應會戒酒，也會回來練球。
拉拉與娜娜躲在山裡，娜娜卻著涼發燒，拉拉急忙跑出來求救，還好碰到嘎造，幫忙準備了食物跟藥物，拉拉趕回到山裡，無奈娜娜高燒不退，拉拉毅然的背起娜娜，下山來找傅媽求救，拉拉拼著被警察抓走，堅持一定要將娜娜送到醫院，在醫院中還遇到了受傷住院的阿Su，拉拉請求醫生全力搶救娜娜，傅媽卻要拉拉趕緊逃走。
嘎造找到了拉拉，得知娜娜肺炎住院，急著要去看娜娜，拉拉要嘎造好好照顧娜娜，自己已決定要離開磯崎。
【第十五局】

拉拉因為殺了人，所以決定離開磯崎，傅媽特地煮了一些拉拉愛吃的菜，母子倆因為即將生離死別而傷心不已。嘎造來醫院告訴娜娜們，說拉拉要逃亡離開磯崎，阿Su認為事情都是因為他的緣故，所以該去替拉拉送行，阿元聽到不顧病情也堅決要去。同時被殺的恩客來到傅媽雜貨店找拉拉算帳，傅媽一聽恩客沒死，高興拉拉沒有殺死人，急忙要去告訴拉拉不用因為殺人事逃亡離開，無奈傅媽趕到客運站時，車輛卻已開走，嘎造等人聽到拉拉並沒殺人，想幫忙追回拉拉，但是騎三輪車卻追不上客運車。
阿榮爸帶著阿榮來到空地參加球隊練球，表示不想再帶阿榮出海，可是言詞中則一直透露著對政府的不滿；而小五得知因為布瓦無法原諒啟明，導致棒球隊無法在學校練球，只能另找空地練習，所以到學校去找布瓦說情，甚至於安排啟明到布瓦家吃飯，即使啟明再向布瓦道歉，但是布瓦仍執意不肯原諒啟明，弄得大家不歡而散，達魯則對著啟明送的球，沉默不已。
由於有人在牆上寫了一些反政府的文字，引起了警備總部來調查，而阿Su與啟明在現場圍觀時，因為二毛來請大家捐款購機報國時，說出了某些言語，惹來調查官的誤會，因此啟明與阿Su被帶到警察局詢問調查，而阿Su被騙在一張空白紙上簽名，就可以回家，害得啟明硬是被調查官逼迫要求認罪，啟明為了救阿Su，只好承認牆上的字是他寫的，但是啟明一直重複說明是因為要重組棒球隊，為了理想要打棒球，調查氣得警告啟明；另外阿榮父為此想跑去避風頭，只好向阿榮坦承牆上的字是他寫的。
大家都很擔心啟明的情況，布瓦也在，但是卻心軟嘴硬的批評啟明，阿公還到廟裡求神保佑，也說要去找代表幫忙；阿Su等人甚至偷溜進警察局要救啟明離開，可是啟明因為自己並沒有犯錯，所以不願意逃走；瑋婷也找了校長到警察局來，幫忙關心啟明的事，而調察官卻說啟明已認罪，瑋婷卻相信啟明是清白的，校長無可奈何的要瑋婷量力而為。
【第十六局】

啟明被抓時將球隊交給了布瓦，但布瓦卻想解散球隊，可是大家都不同意，而由於球具都已經被沒收，小五只好帶著大家自行製作球具。
阿榮父因為在躲警察，交代阿榮要出海幫忙多捕一些魚，阿榮心想著即將離開，於是到阿嬤照相館找阿公想拍照留念，阿公趁機說出阿榮父當年被冤枉是匪諜的事情，阿榮心疼父親曾經受難，因而也說出了牆上的字其實是他父親寫的，但是他會想辦法幫啟明教練洗清冤枉；阿榮心裡想要幫父親頂罪，而阿榮父也不想讓啟明像自己當年一樣被誤會，且為了在兒子心中留下好的父親形象，因此決定出面自首，父子倆還在警察局裡爭相認罪。雖然啟明在警局裡是受盡折磨，可是經過調查，啟明也只是全心全意在打棒球，沒有犯罪事實，所以就遭到了釋放。
啟明的被釋放回來，大家都很開心，球員们練起球來也更加起勁，但是仍然無法說服達魯回來球隊參與練習；而小五為了要化解啟明與布瓦之間的怨隙，找了啟明一起去幫布瓦發招考球員海報，啟明也再次向布瓦請求原諒，兩人終於盡釋前嫌，決定一起努力、奮鬥，布瓦回家後，拐彎抹角的想要達魯回到球隊，達魯卻生氣布瓦對啟明的態度前後不一，兄弟兩人還起了爭執，而達魯一氣之下，跑到秘密基地將所球具都燒掉，布瓦來不及阻止，生氣的打了達魯，達魯因此負氣離去。
當布瓦告訴大家這件事時，大家有些失望又沒有球具可以練習，此時空地地主的兒子也來找啟明要收取空地的租金，正當啟明為此而煩惱時，啟義也找到磯崎來，除了希望啟明去接受一個有薪水的教練工作外，更應該回家幫忙，盡一盡為人長子的責任，啟義的一番話，讓啟明內心起了掙扎，小五深知啟明的為難，但要啟明應該適時的掌握機會，不管啟明如何抉擇，自己都會永遠支持他，這番話點醒了啟明，所以啟明離開了磯崎，但是卻被達魯看到。
達魯不想回家，因而躲到了阿元的病房，可是受不了阿元的一再請求，只好帶阿元去空地跟大家練球，達魯卻告訴大家啟明已經像五年前一樣離開，不會再回來，而達魯也受不了嘎造與阿元的一再刺激，終於也加入跟大家一起練球，但是卻告訴阿元，等啟明一回來就會離開。
布瓦為了無法將達魯帶回家，深深的自責自己雖然為人師表，卻無能教好自己的弟弟，小五卻幫忙解釋這跟啟明很像，是太過於固執。
啟明回到了嘉義，回到了木材行，啟義見到啟明回來很開心，啟明也認命的努力工作，而當啟明由啟義手上領到了薪水時，才驚覺已經過了一個月了，而啟明也想到了該怎樣用這筆錢。
【第十七局】

喜歡念書的達魯，因為具有原住民的血統，經常會被其他學生欺負，嘎造他們也義無反顧的出面相挺，達魯因阿元的關係，已經開始與大家一起練球，所以也樂得接受大家的關心。
磯崎來了一位妖豔女子，竟然是已經離鄉多年的富美，富美的濃妝艷抹，行事大膽的作風，招惹來一些男人的垂涎，更引起了許多的閒言閒語，而當布瓦得知富美回來時，內心既驚訝又欣喜，急忙跑回家，找出當年富美留下的信件及定情的山豬牙項鍊，充滿期待的去阿Su家找富美，可是等到的卻是一個行為開放的富美，富美看到布瓦對她的真情，內心雖然悸動，但是卻故意刺激布瓦，表現出毫不在乎，布瓦傷心失望的離去，富美內心也在抽痛，達魯看到這一切，替哥哥感到難過。
啟明的不在，造成大家練起球來有點意興闌珊，此時小五帶來了一批啟明寄來的球具，而大家正高興啟明仍然是關心著比賽的事情時，小五卻告訴大家她將要離開出國去唸書了，小五與大家又面臨了一場離情依依、生離死別，小五臨走前，將啟明寄來要送給每位球員的棒球交到大家手上，還將啟明的教練日誌交給阿元，要大家依據啟明的指示，好好訓練，因為這些球具都是啟明辛苦工作換來的。
傅媽收到了拉拉寄回來的信與勞力賺到的錢，不禁喜極而泣，而拉拉的努力學習，也獲得老闆的賞識、重用。
富美回來後，一直向大家表示娜娜要嫁給有錢人，害得嘎造心灰意冷，富美也強迫阿Su要繼續唸書，不管阿Su的反對，去請求布瓦來幫忙教阿Su，布瓦高興富美來請求自己，當然義不容辭的答應，富美還主動約布瓦出去玩。
阿元他們照著啟明的日誌開始練習，由於大熊的體能太差，大家決定先訓練大熊的體能，在訓練中大家無意間發現布瓦與富美，布瓦趁機又拿出婚約的信物向富美示意，富美雖感動，卻又故意裝傻，還出言羞辱布瓦什麼都沒有，自己是不會嫁給原住民的，達魯為此出來袒護布瓦，娜娜與阿Su也出面維護富美，但是布瓦卻失望、傷心的帶達魯回家。
【第十八局】

富美態度的改變，卻沒有讓布瓦對富美的心意有所動搖，內心深信可以讓富美變回原貌，正當布瓦為了此事煩惱時，瑋婷勸導布瓦是該放棄富美了，因為時間與環境的變遷，兩人間的距離已經愈來愈遠，生活習慣的改變，愛情的錯過，都是無法再回頭的，適時的放手，才不會為雙方帶來痛苦，瑋婷的一番話終於讓布瓦想開，決定去找富美說清楚，富美也藉機說出自己離開後的情況，事實的陳述，讓雙方的內心再次傷心難過。
唸軍校的阿彬利用休假，回到了磯崎，知道了啟明又重新組成了球隊，當他來到了大家練球的空地時，看出了阿Su與達魯的不合，引用了團結才是力量來化解，布瓦也來幫忙勸合兩人。
在軍中受盡折磨到全身是傷的阿彬，因此不想再回軍中，可是阿彬父卻不同意，阿彬堅決不回去的心，因而受到父親的責打，大熊經過看到，急忙找布瓦們來解救，當阿公了解到阿彬不想回軍中的原因後，找了二毛父一起去向阿彬父說情，阿彬父心裡有些動搖，再加上看到阿彬全身是傷，內心心疼不已，終於知道阿彬為何堅持不願再回軍中。
身在嘉義的啟明利用休息空檔仍在研究比賽策略，提到棒球臉上自然浮現的光彩，啟義都看在眼裡；有一天，拉拉代替老闆來驗木材，看到了啟明，拉拉因而了解到啟明是為了球隊經費，才回來辛苦工作，還寧可再被誤會是逃兵，拉拉反而向啟明說出籌措經費是大家共同的責任，啟明內心安慰拉拉終於成熟長大，勸拉拉回家看傅媽，因為他並沒有殺人，拉拉知道後情緒激動崩潰。
拉拉決定要回磯崎，最開心、最高興的當然是傅媽了，而當拉拉開著老闆的高級轎車回來，傅媽知道拉拉目前的工作情況後，更是驕傲不已，拉拉還帶著傅媽開車去兜風，順便去送禮物，而傅媽知道禮物沒有自己的時，內心吃味不已，拉拉也找了娜娜陪同，到當初將傅媽幫忙求來的十字架丟掉的溪邊，去將十字架找回來。
拉拉來到空地跟大家一起練球，當年磯崎少棒的全體隊員終於都到齊了，所有人練起球來也都格外認真、賣力，可是拉拉隔天卻要回台北了……
【第十九局】
娜娜責怪嘎造在練習時故意衝撞拉拉，反而促成嘎造對娜娜表達出愛意，對拉拉的一些行為、態度，都是因為吃醋，拉拉在外面都聽到了兩人對話。拉拉對於阿元、阿Su的慰留下來比賽，因為工作的關係，也只能無奈的婉拒，但是傅媽的叮嚀、關愛，小時候大家一起練球的甜蜜回憶，卻讓拉拉決心留下來，而老闆也同意讓拉拉多請假幾天，阿元還高興的將教練日誌交給了拉拉。
阿元的病情，讓大家擔心由誰負責教練工作，拉拉認為只有啟明教練可以勝任，可是大家對啟明的逃兵行為，一直無法釋懷，尤其是達魯，拉拉只好說明啟明離開的用心與苦衷，於是大家一致的向瑋婷求救；而當瑋婷向啟明說出所有球員都已經歸對，及大家也都期待著啟明的歸隊時，啟明非常開心，但是啟義在一旁反對。
阿Su由於戒了酒，少了酒精的麻醉，因而無法再投球，阿元提議與拉拉互換投捕手的位置，這樣一來卻傷了阿Su的自尊，阿Su為了能夠再投球，又開始喝酒，達魯極力反對喝酒的阿Su投球，阿Su很堅持，拉拉卻力挺阿Su，阿Su感激，拉拉趁機說出阿元為此病情加重，而經過阿元的一再舉例說明，阿Su終於覺悟，願意協助、指導拉拉投球。阿元身體狀況愈來愈差，達魯由護士口中了解到，阿元的病情已到末期，經常外出很容易受到感染。
啟明終於回來了，對於大家而言，無疑是最好的激勵，達魯利用機會，向啟明說明阿元的病情，不適合再出來練球，啟明感傷的說出阿元能夠支持到今天，是因為有了棒球這個希望，自己實在不忍心奪走，達魯愣住。
拉拉幫忙解圍被混混騷擾的娜娜，讓娜娜感覺到拉拉變成熟了，拉拉趁機向娜娜示愛，要帶娜娜一起去台北，娜娜一時心荒意亂，逃避了拉拉；娜娜為了感情事去找瑋婷幫忙，還說出自己曾賣春的事，瑋婷要娜娜對自己有信心，遇到自己喜歡的人，要早做決定，不要像她一樣。瑋婷將娜娜的事說給啟明聽，可是兩人仍無法真心的表達出自己的內心感情，
啟明為大家製作了新的制服，達魯高興的帶著阿元得制服去給阿元，可是阿元卻再也沒有機會穿上這套制服，啟明勉勵著難過的大家，為了阿元，大家要繼續努力，達魯卻不以為然，認為這樣值得嗎？一個人傷心的離去。
啟明收到阿元生前寄出的信，帶著信去找達魯，達魯看完痛哭、難過不已，啟明勉勵達魯，人生就像比賽，既然上場了，就要把比賽比完，只要盡了力，不管結局如何，都對得起自己。
【第二十局】

第二十集 
瑋婷想請調到偏遠小學教書的調職令寄來了，校長緊張，急忙詢問瑋婷，瑋婷表明教育的工作是百年樹人，自己想要把在磯崎的教書經驗，帶到更偏遠的地方，校長聽了深感驕傲。
達魯聽了啟明一番話，對人生有了領悟，布瓦心裡安慰達魯變成熟了；二毛決定再學習修理機車，還要報考夜校，讓二毛父滿意打棒球讓二毛有了上進心，更務實了；阿彬想要報考有棒球隊的學校，可以同時兼顧唸書和打棒球，阿彬父內心高興。
傅媽一直猶豫是否要離開磯崎跟拉拉去台北，拉拉看到傅媽的言行舉止，了解傅媽離不開這個長年生活的家，所以要傅媽留下來，自己會常回來看她，傅媽聽了開心。
啟明有信心隔天的比賽一定會贏，阿公趁機說出小五已經與小麥學長，在美國註冊結婚，啟明反而祝福小五一定會幸福的，此時所有球員都因為緊張睡不著而來到照相館，大家決議仍然讓阿元當隊長，而比賽時的場上隊長，大家一致選擇達魯。
與五甲中學的比賽終於正式開始，大家全心全力的拼戰，即使受傷亦毫不畏縮，在經過耗盡體力的9局辛苦比賽後，磯崎棒球隊終於以1分險勝五甲中學，大家無不欣喜若狂，留下高興的淚水。
嘎造高興的踩著三輪車告訴鄉親他們獲勝的消息，無意間聽到拉拉要娜娜一起到台北去共同生活，可是娜娜卻還沒有勇氣，嘎造內心起伏不已，告訴娜娜自己要當一個攝影師，而她應該選擇與拉拉一起去台北，因為她們倆人間有愛情，也唯有拉拉可以照顧她，不要像布瓦老師與富美那樣，錯過了，會一輩子遺憾的，娜娜終於有了勇氣，去找拉拉說出決定要跟他一起到台北。
啟明也要離開磯崎了，大家都來送行，啟明謝謝大家教會了他責任與榮譽，阿公也代大家謝謝啟明，救回了這些小孩子，讓他們真正長大。啟明回到了木材行，卻遭到啟義開除，因為家人已經幫他答應到一所偏遠小學去當教練，啟明興奮的去學校報到，卻意外碰到了調來教書的瑋婷，啟明意外的問原因，瑋婷鼓起勇氣的說出是想要遇見他，啟明感動。
經過了一段時間，磯崎慶祝達魯考上了台大法律系，此時一台黑頭車出現，車門一開竟是阿Su開車帶著拉拉與娜娜，而且不約而同的大家都出現了，眾人開心的相聚，並深信阿元一直都在，都在大家的心裡，最重要的是比賽還沒有結束，因為比賽才正要開始。

## 演員介紹

### 主要演員
| 角色                          | 演員   | 簡介 |
| ----------------------------- | ------ | --- |
| 林啟明 （1~19集化名：洪啟勝） | 李國毅 | 19歲的軍隊逃兵，球隊教練。 因為軍紀糾紛，而逃離軍營。不幸又目睹洪啟勝跳河自殺，因種種原因冒充洪啟勝之名在磯崎擔任棒球隊教練。本來一心想逃跑的他，只是對這些孩子們採「放牛吃草」的消極訓練，後來被磯崎村民對棒球的執著與盼望所感動，而投入心力訓練好整支棒球隊，為拿得冠軍而努力。        |
| 陳宏開 （布瓦）               | 盧學叡 | 21歲的原住民老師。 村中少數很會讀書、唱歌又好聽的人才。為了完成死去哥哥－馬耀的心願，努力帶好磯崎棒球隊，成為全國冠軍，因而從台北請來洪啟勝教練，卻陰錯陽差來了個逃兵林啟明。 布瓦心中很喜歡小五，卻一直無法對小五表達其心意。                                                           |
| 林明玉 (小五)                 | 柯佳嬿 | 19歲的都市女孩，球隊領隊。 大學聯考失利之後，與爸爸約定若能讓阿公答應從磯崎搬上來台北居住的話，就可以到美國就讀大學，不過阿公對小五的爸爸很不能原諒，所以一直無法勸說成功，只好先持續待在磯崎村中。 因為先前的相遇，讓小五與啟明成了死對頭，但經過長時間相處下來，漸漸對啟明產生了好感。 |
| 王瑋婷                        | 林亞霖 | 25歲的現代女老師。 爸爸是學校校長，同時自己也在學校教書。在學生眼中是個很兇的老師，且很反對學校的棒球隊，因而與布瓦老師常有爭執。 不過到後來慢慢地接受棒球隊的一切事物，反倒開始支持起棒球隊來。                                                                                         |
| 余富美                        | 高蕾雅 | 18歲的原住民少女。 出身於貧窮原住民家庭。很小就到外面打工賺錢，除了上山工作以外，還到太魯閣穿著原住民服飾供遊客拍照等。 和布瓦從小指腹為婚，布瓦卻對她如妹妹般，毫無感情基礎。 |
| 阿公                          | 蔡振南 | 小五的阿公，姓吳，喜愛拍照，目前在村中經營一家相館名叫「阿嬤照相館」。 因對小五爸爸極不諒解，所以一直不答應到台北養老一事。 |
| 傅媽                          | 王琄   | 雜貨店老闆娘，客家人，是拉拉的媽媽。 傅媽愛錢又很寵兒子，且先前死了兩個老公，被其他人批評是個剋夫的女人，但她一點都不在意。 |
| 王校長                        | 梁修治 | 磯崎國小校長。 對棒球隊很不贊同，覺得小孩子應該好好念書。後來卻被棒球隊的決心感動，不再強硬的反對少棒隊。 |

### 磯崎棒球隊
| 角色          | 演員（兒時） 1-10集                     | 演員（少年） 11-20集 | 簡介 |
| ------------- | --------------------------------------- | -------------------- | --- |
| 余恩賜 (阿Su) | 黃恩賜（現在 中信兄弟投手，中華隊國手） | 李厚豪               | 富美的弟弟，在球隊擔任投手，曾經擔任球隊隊長。 但功課卻成了全隊最爛，這同時也是啟明把他從隊長身分換掉的原因之一。 |
| 傅德聖 (拉拉) | 林孟旋                                  | 王柏傑               | 客家人，傅媽的兒子，是球隊的當家捕手。 家中開雜貨店，所以常常大請客，但因太受家人寵愛，後來成為黑社會的一份子。 與球隊的阿Su是好兄弟。                                                                                               |
| 姜慶成 (尬造) | 陳育軒                                  | 張書豪               | 原住民，球隊中會打又會守的全能球員。 個性很頑皮，常常跟阿Su、拉拉一起惹禍。 |
| 江萬行 (大熊) | 張肇元（現在 台鋼雄鷹捕手）             | 陳致維               | 外省人，在球隊擔任一壘手。 身材雖然有些魁武，個性卻很憨厚，也很愛哭。 |
| 余娜美 (娜娜) | 饒林宇君                                | 同恩                 | 富美的妹妹，在球隊擔任二壘手，也是隊中第二號投手。 全隊唯一的女生，一開始對啟勝(啟明)教練「放牛吃草」的訓練方式頗有不滿。 |
| 阿彬          | 蔡孟軒                                  | 楊忠穎               | 外省人，在球隊擔任三壘手。 老爸是有上校階級的軍官，長期受家中軍事教育影響。同時家中有村裡唯二的電視。（另一台在校長家） |
| 陳慶元 (阿元) | 陳彥武                                  | 黃可安               | 原住民，是球隊的游擊手兼現任隊長。 因為家中關係，常邊練球邊照顧弟妹，而且球技不怎麼好，但是課業在球隊中非常優秀。 後被教練選為球隊隊長，因為是全隊最矮最弱最瘦小的，一度讓很多隊員感到不滿。 被病症感染病逝(第19集)。                |
| 邱錦榮 (阿榮) | 林漢龍                                  | 章孟生               | 閩南人，在球隊擔任左外野手。 家裡以捕魚為業，從小就和家人一起出海。 |
| 陳宏文 (達魯) | 余建忠                                  | 沈益忠               | 布瓦的弟弟，在球隊擔任中外野手。 有著一雙飛毛腿，所以很會盜壘。 第二十集成為隊長。 |
| 鍾和吉 (二毛) | 吳承穎                                  | 鄧聖耀               | 客家人，在球隊擔任右外野手。 家中經營腳踏車店，所以很小的時候就有腳踏車可以騎，另其他人羨慕不已，最討厭的是跑步。 |
| 小傑          | 張傑恩                                  | 無                   | 母親是有錢的家長會長，第六集時加入，在球隊擔任小老師。 雖熱愛棒球，卻因自己患了遺傳性糖尿病而不適合從事激烈的運動。第一次參予磯崎少棒投球練習時，一度暈倒送醫，讓大家嚇出一身冷汗。 小傑本人因長期在醫院養病，而鮮少出現於球隊當中。 |

### 特別演出
| 角色              | 演員   | 簡介 | 登場                       |
| ----------------- | ------ | --- | -------------------------- |
| 憲兵官            | 屈中恆 | 通報啟明爸媽，林啟明逃兵消息的憲兵官。 | 第1,3,8-10局               |
| 憲兵班長          | 溫昇豪 | 在一次於公車上臨檢時，差點搜查到林啟明。 | 第1局                      |
| 軍中班長          | -      | 陷害林啟明，使之觸及軍法，為他冠上暴行犯上之罪。 | 第1局                      |
| 洪啟勝            | -      | 本欲往磯崎擔任棒球教練，卻碰到家變投河自盡。不巧被林啟明撿到其身分證，結果因為逃兵和種種機緣撮合之下，冒充洪啟勝在磯崎國小當教練。                                | 第1,3局                    |
| 林火旺            | 檢場   | 啟明的爸爸。 | 第1,9局                    |
| 林陳罔腰          | 劉瑞琪 | 啟明的媽媽。 | 第1,3,8~9局                |
| 吳俊雄            | 羅時豐 | 小五的爸爸，阿公的兒子，職業為外科醫師。 一直想把阿公接來台北一起居住，但是因為入贅以及等等原因，受到村民及阿公的不諒解。                                         | 第1,7,9局                  |
| 林美嬌            | 柯淑勤 | 小五的媽媽，父親是醫院院長，曾贊助俊雄在台北開診所。 | 第1,7局                    |
| 阿嬤              | -      | 小五的阿嬤，阿公的老伴。 （大部份出現於相片中，第七集則為真人演出）                                                                                               | 第1~3,5,7,9,13,15~16局     |
| 趙會長            | 趙正平 | 磯崎國小第一任家長會會長。 | 第1局                      |
| 梁會長            | 梁赫群 | 磯崎國小第二任家長會會長。 | 第1局                      |
| 光復國小教練      | 周正雄 | 擔任光復國小棒球隊的教練。 | 第1,9~10局                 |
| 王光華            | 蔡明毅 | 阿彬爸爸軍中的學弟，工作是客運司機，一次在值班時因生病不甚暈倒，差點釀成意外。                                                                                    | 第1~3局                    |
| 售票員            | 高慧君 | 磯崎村客運站的售票員，自稱「磯崎之花」。 | 第1~5局                    |
| 剪票員            | 邱治愷 | 負責站在公車旁替乘客剪票。 | 第1,3,6,16局               |
| 二毛父            | 唐川   | 二毛的爸爸，開腳踏車行。與傅媽同是同鄉客家人。 | 第1~3,5~7,10,12,13,18,20局 |
| 大熊父            | 張復健 | 大熊的爸爸，以賣包子、饅頭為業。 | 第1~2,5,7,10局             |
| 阿彬父            | 李全忠 | 阿彬的爸爸，姓陳，是有上校階級的軍官。 | 第1~2,5,6,18,20局          |
| 村民              | 朱陸豪 | 與傅媽等村民一起追小偷，後來還送山豬肉達謝啟勝教練。 | 第2局                      |
| 張律文            | 王禮瀅 | 小偷，最後在林啟明的追捕下落網。 | 第2局                      |
| 滿妹              | -      | 因為不讓自己的孫女去學校唸書，所以常被瑋婷老師登門勸說。 | 第2局                      |
| 阿妹仔            | -      | 家中貧窮，需要幫忙種田及照顧弟妹，而被阿嬤（滿妹）限制去學校上學。                                                                                                | 第2局                      |
| 馬耀              | -      | 布瓦的哥哥。磯崎棒球隊的創辦人，生前是球隊的教練。（僅出現於相片中）                                                                                              | 第2~4,18~20局              |
| 小麥學長          | 梁正群 | 是小五高中的學長和暗戀對象，成績優異被保送至美國讀書，也是因為他，小五才有去美國唸書的想法。                                                                      | 第2,8~9局                  |
| 報馬仔            | -      | 到阿公家補藥，知道村中附近第一手的新聞。 | 第3局                      |
| 神父              | -      | 村中教堂裡的外籍神父，平時會到城內發放麵粉。 | 第3,5局                    |
| 牛伯伯            | -      | 籌措球隊經費時，捐了一頭牛。 | 第3局                      |
| 林啟義            | 沈建宏 | 啟明的弟弟，在工廠做工。 | 第3,8~10,16~19局           |
| 甲中國小教練      | -      | 擔任甲中國小棒球隊的教練。 | 第3局                      |
| 啟勝妻            | -      | 正牌洪啟勝的老婆。 曾打電話到磯崎國小叫啟勝記得將錢拿回家，這使假冒啟勝的林啟明決定把部分薪水寄去給洪家。（僅出現於電話中的聲音，第九集正式出來演出）             | 第3,9~10局                 |
| 醫生              | -      | 城裡的醫生，曾及時救了心臟病發的阿公。 | 第4局                      |
| 富美父            | 鄭尊萬 | 富美、阿Su和娜娜的爸爸。 愛喝酒，在外頭欠下一屁股債，還把阿公最心愛的相機偷走，並以一千元的價格賣給觀光客。                                                       | 第5~8局                    |
| 討債兄弟 （人蛇） | -      | 到富美家討債並毆打她爸的討債弟兄。 把娜娜抓去賣的人蛇集團。 | 第5,7~8局                  |
| 郵差              | 杜建宏 | 村中送信的郵差。 | 第5局                      |
| 當舖老闆          | 梁修身 | 以相片無法當錢為由，將傅媽趕出當舖。 | 第5, 10局                  |
| 當舖老板（Ⅱ）     | -      | 傅媽從花蓮找來的證人，證明啟明並非偷相機的小偷。 | 第5局                      |
| 陳會長            | 梁家榕 | 小傑的媽媽，是磯崎國小新任的家長會長。 起初因不想讓小傑接觸棒球而反對學校的少棒隊，但是聽了校長的建議後，決定讓磯崎國小棒球隊恢復成立，且還慷慨地捐贈了棒球等等。 | 第6,8局                    |
| 管家              | -      | 幫陳會長照顧小傑、撐傘的下人。 | 第6,8局                    |
| 醫生（Ⅱ）         | -      | 村中的醫生，負責照料小傑的病情。 | 第6局                      |
| 醫生（Ⅲ）         | -      | 村中的醫生，阿公心臟病發時，碰到小五父親用醫學專業問題的逼問下，使之招架不住。                                                                                    | 第7局                      |
| 洪啟勝之女        | -      | 洪啟勝的女兒。 | 第9~10局                   |
| 獄中班長          | 衛國泰 | 在監獄中對啟明施行苦刑的班長，也是造成啟明臉上有疤以及腿瘸的原因。                                                                                                | 第10局                     |
| 輔導長            | 庹宗華 | 軍中的輔導長，負責關心生活起居。 | 第10局                     |
| 王東川            | 吳定謙 | 磯崎國小新來的代課老師，為教育局長的兒子。 被安排與瑋婷相親，卻因開口閉口都是媽媽，而被瑋婷嫌棄。                                                                 | 第10,12~13局               |
| 餐廳老闆          | 謝自生 | 台北某餐廳老闆，是十足的棒球迷，大力幫助啟明。 | 第10局                     |
| 流氓們            | -      | 與拉拉成群結黨的同夥，啟明回磯崎時負責搶他的身上財物，並負責送錢給傅媽。                                                                                          | 第11~13局                  |
| 工地工人們        | -      | 阿SU工作工地裡的工人們。 | 第11,13局                  |
| 工地工頭          | -      | 阿SU工作的工地工頭。 | 第11,13局                  |
| 醫生（Ⅳ）         | -      | 光復診所的醫生，醫治阿Su的頭傷。 | 第11局                     |
| 賴建福            | 龍天翔 | 擔任五甲中學青棒隊的教練，所帶領的這支球隊是全國最厲害的。 | 第11~12,18,20局            |
| 五甲青棒隊        | -      | 五甲青棒隊隊員。 | 第11~12,20局               |
| 老大              | -      | 拉拉跟隨的黑幫老大。 | 第12局                     |
| 龍哥              | -      | 拉拉的老大的死對頭。 | 第12~13局                  |
| 二毛母            | 林玉紫 | 二毛的媽媽。 | 第12~13局                  |
| 流氓們（Ⅱ）       | -      | 龍哥幫的流氓們，砸了傅媽的店，並將尬造打傷。 | 第12~13局                  |
| 飛官考試體檢醫生  | -      | 台北飛官考試負責體檢的醫生。 | 第13局                     |
| 醫生（V）         | -      | 光復診所的醫生，醫治阿Su的頭部跟娜娜肺炎。 | 第13~14局                  |
| 警察              | 林智賢 | 剛到磯崎的新任警察，負責調查當地戶口。 | 第14~15局                  |
| 阿榮父            | 王希華 | 阿榮的爸爸，以出海捕魚維生，對政府極為不滿。 | 第15~16局                  |
| 調查官            | 王中渝 | 派駐在磯崎當地的警總調查官。 | 第15~16局                  |
| 地主兒子          | -      | 棒球隊練球場地地主的兒子，要求收取地租。 | 第16局                     |
| 明志高級國小校長  | -      | 位於嘉義的明志高級國小校長，欲以教職員薪水聘請啟明為該校少棒隊教練。                                                                                              | 第16局                     |
| 撞球間男子        | -      | 常光顧娜娜工作的撞球間的男子，與富美以撞球為賭注遊戲，並載富美回家一次。                                                                                          | 第17局                     |
| 董事長            | -      | 拉拉於台北工作的老闆，為一建設公司的董事長。十分賞識拉拉，使拉拉從司機成為專員的貴人。                                                                            | 第17~18局                  |
| 護士              | -      | 光復診所內的護士，不定時照顧阿元病情。 | 第19局                     |

## 收視率

### 台視首播收視率
| 播映日期      | 集數     | 平均收視率 | 同時段平均收視排名 | 分段最高收視排名 | 備註   |
| ------------- | -------- | ---------- | ------------------ | ---------------- | ------ |
| 2009年3月20日 | 01       | 1.75       | 3                  |                  |        |
| 2009年3月27日 | 02       | 1.49       | 3                  |                  |        |
| 2009年4月3日  | 03       | 1.30       | 3                  |                  |        |
| 2009年4月10日 | 04       | 1.48       | 3                  |                  |        |
| 2009年4月17日 | 05       | 1.56       | 3                  |                  |        |
| 2009年4月24日 | 06       | 1.56       | 3                  |                  |        |
| 2009年5月1日  | 07       | 1.64       | 2                  |                  |        |
| 2009年5月8日  | 08       | 1.55       | 3                  |                  |        |
| 2009年5月15日 | 09       | 1.42       | 3                  | 1.56             |        |
| 2009年5月22日 | 10       | 1.94       | 2                  |                  |        |
| 2009年5月29日 | 11       | 2.07       | 1                  | 2.39             |        |
| 2009年6月5日  | 12       | 1.26       | 3                  | 1.42             |        |
| 2009年6月12日 | 13       | 1.39       | 3                  |                  |        |
| 2009年6月19日 | 14       | 1.44       | 3                  |                  |        |
| 2009年6月26日 | 15       | 1.61       | 2                  |                  |        |
| 2009年7月3日  | 16       | 1.22       | 4                  |                  |        |
| 2009年7月10日 | 17       | 1.27       | 3                  |                  |        |
| 2009年7月17日 | 18       | 1.41       | 4                  |                  |        |
| 2009年7月24日 | 19       | 1.09       | 5                  |                  |        |
| 2009年7月31日 | 20       | 1.76       | 3                  |                  | 最終回 |
| 平均收視      | 平均收視 | 1.51       | -                  | -                | -      |

- 註: 台視首播同時段節目有中視【超級星光大道】、民視【終極三國】、三立【用心看台灣】、中天【康熙來了】與其他同時段特別節目等，排名與上述節目共同排名。
- 由AGB尼爾森調查，調查範圍是四歲以上收看電視之觀眾。
資料來源：中時娛樂、凱絡媒體週報

## 電視劇歌曲

### 片頭曲
- 《完美英雄》 （页面存档备份，存于）（詞：王雅君，曲：林子欽，唱：阿杜）

### 片尾曲
- 《我知道》 （页面存档备份，存于）（詞：萱，曲：萱，唱：BY2）

## 周邊商品

### 書籍
- 《比賽開始 創作小說》，ISBN 9789867010902，2009年4月10日出版。
（作者：武維香、三立電視台；出版社：布克文化）
- 《比賽開始 映像書》，ISBN 9789867010919，2009年4月30日出版。
（作者：布克編輯室；出版社：布克文化）

### DVD
- 《比賽開始 01-05 DVD》，2009年5月25日發行。
（發行商：采昌國際多媒體）
- 《比賽開始 06-10 DVD》，2009年6月19日發行。
（發行商：采昌國際多媒體）

### 衣服
- 《比賽開始》獨家授權創作T-shirt（三款情侶裝），期間限定。
  - 安打T-shirt、紅不讓全壘打T-shirt、懷舊復古相機T-shirt

### 鞋子
- 《比賽開始》復刻版帆布鞋（牛頭牌）。

### 遊戲
- 日本G-mode棒球大賽DX：《比賽開始》版（手機遊戲）。
- 《比賽開始》遊戲：拼圖、俄羅斯方塊（線上小遊戲）。

### 其他
- MSN加油大頭貼
- 比賽專用桌布
- 《比賽開始》部落格貼紙
- 《比賽開始》復古彈珠台

## 活動
- 台視會員四格漫畫
- \囧/ 集氣，比賽開始加油活動，（2009年3月6日-2009年5月31日）
- 【跟比賽開始做朋友】，（2009年3月6日-2009年3月20日）
- 三立電視徵選《比賽開始》校園VIP小記者，（2009年3月10日-2009年3月26日）
- 【夢想不死！燃燒台灣棒球魂！】比賽開始貼紙串聯波浪舞，（2009年3月24日-2009年4月10日）
- 比賽開始，桌布製作活動，（2009年3月26日-2009年4月24日）
- 四月挺比賽開始、專屬設計Tee送你和情人～棒球情侶裝！，（2009年3月30日-2009年4月30日）
- 「比賽開始」全國Family Day起跑！，（2009年5月3日）
- 「比賽開始」限量贈品大放送，（2009年6月24日-2009年7月7日）
- MSN小綠人搶答A好康，（2009年7月17日-2009年8月1日）
- 「比賽開始」貼紙串聯波浪舞，（2009年7月21日-2009年8月1日）

## 大事紀
- 2008年7月2日：《比賽開始》正式開拍，於花蓮舉行開拍儀式。
- 2008年8月：劇組停拍，對外宣稱為了修改劇本，其真正是富源國小少棒隊小朋友的家長反對，原因為學校開學，怕影響孩子的學業成績。[1]
- 2009年1月7日：《比賽開始》殺青，結束長達七個多月的拍攝。[2]
- 2009年3月5日：《比賽開始》電影版推出。
- 2009年3月11日：於台北絕色影城舉行首映會。[3]

### 梁導不滿台視不尊重
- 起因
  - 2009年3月20日：《比賽開始》於台視首播。但是開播不到5分鐘，畫面左側跑馬燈頻頻出現台視八點檔韓劇《風之畫師》的劇情宣傳，干擾觀眾欣賞《比賽開始》。[4]
- 導演批評
  - 2009年3月20日：首播當天，梁修身導演曾透過三立向台視反應跑馬燈問題，台視也立即改善。但是第二集卻又重演此劇碼，讓梁導十分不滿。
  - 2009年3月31日：梁修身在台視《比賽開始》官方論壇中，發表 「一齣優質戲劇的不平之鳴」 （页面存档备份，存于），批評台視不尊重台灣本土自製戲劇。
內容寫到台視對《比賽開始》的宣傳明顯不足，連10秒鐘的廣告都不願意給，因此很多人都不知道首播的頻道以及時間，卻頻頻替韓國片大肆宣傳。令一項則是第一集播出時《風之畫師》的預告宣傳跑馬燈入侵《比賽開始》畫面，讓電視機前的觀眾分心等，招至梁修身砲轟。
  - 2009年4月6日：梁修身再次於台視討論區發表 「續【一齣優質戲劇的不平之鳴】」 （页面存档备份，存于）。
內容提到感謝台視於第三集時完全撤除宣傳它戲的跑馬燈。
- 台視回覆
  - 台視則強調會尊重梁修身的意見，納入參考範圍，適度地做調整。並且也會在其他節目中加強宣傳《比賽開始》。
- 網友反應
  - 對於梁修身批評台視的問題，網友在討論區的回覆也相當兩極。
有些人支持梁修身的說法，認為台視在節目播放時，有跑馬燈的事感到氣憤，並要求台視必須改進；但也有些人認為梁修身太小題大作，覺得很多戲劇上檔時都會很頻繁的在其他節目中運用跑馬燈作宣傳，且《比賽開始》的跑馬燈也曾經出現在其他戲中，要梁導不要怪東怪西。

### 播映權問題
由於《比賽開始》的版權持有者為三立電視，台視已向三立電視購買該劇「無線台播映權」，故能在台視主頻道播映該劇；而中華電信MOD收視戶必須請求中華電信向三立電視購買該劇「網路播映權」，才可以在台視主頻道收看該劇。在中華電信購買該劇「網路播映權」之前，為了避免侵權，自2009年4月3日，在該劇所在的各時段（包括首播與重播），台灣互動電視公司播映《聖稜的星光》，暫時覆蓋台視主頻道的節目訊號。

## 幕後花絮
- 梁修身為了獲得花蓮縣政府大力支持，於是去打聽到花蓮縣長謝深山有晨泳的嗜好，還親自到溪邊等待，最後也如願以償得到縣政府的贊助。[5]
- 劇中「阿嬤照相館」原為花蓮糖廠（今台灣糖業公司花蓮觀光糖廠）日治時期的原料區辦公室、糖業歷史館，後來為配合劇組演出，在2008年5月改為照相館。台灣糖業公司也會將此場景保留3年供民眾參觀。[6]
- 導演梁修身的兒子梁赫群及其景行廳男孩搭檔趙正平到劇組探班，突被梁修身要求客串家長會長。事後梁修身包了個紅包給趙正平，梁赫群什麼也沒拿到，還被梁修身虧說：「我把他養這麼大，還要給錢啊！」[7]
- 盧學叡為了拍《比賽開始》，待在花蓮生活七個多月。因為生活作息太過正常，體重因此直線上升，事後還需要請營養師幫忙瘦回來。[8]

## 宣傳
- 2009年
  - 3月8日：《百萬小學堂》第24集（主持人：張小燕；來賓：盧學叡、柯佳嬿）
（播出時間）3月13日。
  - 3月8日：《百萬小學堂》第25集（主持人：張小燕；來賓：梁修身、梁赫群、李國毅）
（播出時間）3月20日。
  - 3月9日：臺北市立體育學院校園試片會。（李國毅、盧學叡）
  - 3月10日：國立臺灣體育大學（台中校區）校園試片會。
  - 3月10日：嘉南藥理科技大學校園試片會。
  - 3月10日：《王牌大賤諜》（主持人：黃國倫、梁赫群；來賓：梁修身、李國毅、王琄、盧學叡、趙正平、林智賢）
  - 3月11日：電影院首映會。（梁修身、蔡振南、王琄、唐川、梁修治、李國毅、盧學叡、柯佳嬿、林亞霖）
  - 3月12日：致理技術學院校園試片會。
  - 3月13日：聖約翰科技大學校園試片會。
  - 3月16日：國立臺灣體育大學（桃園校區）校園特試片會。（梁修身、李國毅）
  - 3月16日：中興大學校園試片會。
  - 3月18日：崑山科技大學校園試片會。
  - 3月18日：臺灣藝術大學校園試片會。（李國毅、盧學叡、柯佳嬿）
  - 3月19日：輔仁大學校園試片會。（梁修身、李國毅、柯佳嬿、盧學叡、王琄、高蕾雅、林亞霖）
  - 3月19日：《完全娛樂》（主持人：王仁甫、JR；來賓：李國毅、盧學叡、柯佳嬿）
  - 3月20日（播出時間）：《型男大主廚》－大明星來下廚。（主持人：曾國城、夏于喬；來賓：李國毅、盧學叡、柯佳嬿、高蕾雅）
  - 3月22日：《中華職棒20年誓師大會》－三立「比賽開始」簽名會。（盧學叡、柯佳嬿、富源國小少棒隊）
  - 3月26日：中國文化大學校園試片會。
  - 4月9日：《完全娛樂》新書宣傳。（主持人：王仁甫、JR；來賓：李國毅）
  - 4月11日：澄清湖棒球場－La New熊對戰兄弟象。（梁修身、柯佳嬿、蔡振南）
  - 4月13日（播出時間）：《型男大主廚》－大明星來下廚。（主持人：曾國城、夏于喬；來賓：李國毅、柯佳嬿）
  - 5月13日：北投國中校園特映會。（梁修身；特別來賓：孫協志、澎恰恰）
  - 5月23日：義光育幼院與院童過端午。（柯佳嬿、林亞霖、吳定謙、張書豪、小西瓜、威力）[9]
  - 5月25日（播出時間）：《型男大主廚》－大明星來下廚。（主持人：曾國城、夏于喬；來賓：梁修身、王琄、高蕾雅、林亞霖）

## 製作團隊
- 製作、著作公司：三立電視、三群製作
- 監製：台灣電視公司、胡佳君、陳玉珊、陳一俊
- 製作人：梁修身
- 導演：梁修身
- 副導演：王禮瀅、盧竹錕、張育琪
- 劇本統籌：黃素玉
- 編劇：李義澤、王國光、王莉雯
- 場記：蕭許曉玲
- 統籌：羅崇文
- 執行統籌：卓芬萍
- 執行製作：李佳燕、林正浩
- 製作組：梁修齊、林輝弦、樊志群、林明德、羅兆德
- 攝影：黃仁宏
- 攝影助理：杜建宏、徐佳興
- 燈光：陳揚龍
- 燈光助理：邵元偉、彭聖昌、林一龍
- 美術指導：張宇翱、嚴興國
- 美術助理：張俊雄、陳均秉
- 服裝照型：姚君
- 服裝管理：王君怡
- 梳妝：詹帷理
- 化妝：張瓊文
- 剪輯：翁韻如
- 音效：聲動錄音、席裕龍、鄭炳耀、高培均
- 音樂製作：梁正群
- 音樂提供：海碟音樂
- HD攝影、後製作器材：大川大立數位影音
- 策劃：謝心恬
- 企劃：潘逸群
- 執行企劃：黃士恆、黃小芬
- 視覺設計：何當裕、許晉禎、蔡瑞龍
- 美術設計：謝易霖、林俊佑
- 後製統籌：施源璋、李明華
- 後期剪接：孫郁雯
- 動畫設計：三立動畫組
- 動畫視覺：王聖竹
- 宣傳：劉立平、林佩瑩
- 行銷宣傳：劉思銘、廖翎妃、張詠怡、游文瑞
- 數位行銷：張玉青、劉永祺、許戎菁
- 劇照：涂敏勝
- 花絮編導：蕭啟仁、林東頡、林育賢

## 參看
- 台灣棒球史
- 紅葉少棒隊
- 世界少棒大賽
- 磯崎村
- 台11線

## 外部連結
- （繁體中文）台視官網 （页面存档备份，存于）

## 作品的變遷
| 台視 每週五22:00                       | 台視 每週五22:00                             | 台視 每週五22:00 |
| -------------------------------------- | -------------------------------------------- | ---------------- |
|                                        | 比賽開始 （2009.03.20 - 2009.07.31）         |                  |
| 波麗士大人 （2008.10.03 - 2009.03.13） | 那一年的幸福時光 （2009.08.07 - 2010.01.01） |                  |

| 三立都會台 每週六22:30                 | 三立都會台 每週六22:30                       | 三立都會台 每週六22:30 |
| -------------------------------------- | -------------------------------------------- | ---------------------- |
|                                        | 比賽開始 （2009.03.28 - 2009.08.01）         |                        |
| 波麗士大人 （2008.10.11 - 2009.03.21） | 那一年的幸福時光 （2009.08.08 - 2010.01.02） |                        |

| 原住民電視台 每週日20:00 - 21:40 | 原住民電視台 每週日20:00 - 21:40     | 原住民電視台 每週日20:00 - 21:40 |
| -------------------------------- | ------------------------------------ | -------------------------------- |
|                                  | 比賽開始 （2009.09.06 - 2010.01.17） |                                  |
| 蘭嶼行醫記                       | 沈哥！好久不見                       |                                  |

| 公視HD台 每週一至週五 20:00 - 21:00 | 公視HD台 每週一至週五 20:00 - 21:00  | 公視HD台 每週一至週五 20:00 - 21:00 |
| ----------------------------------- | ------------------------------------ | ----------------------------------- |
|                                     | 比賽開始 （2009.09.30 - 2009.11.24） |                                     |
| 我在墾丁*天氣晴                     | 翻滾吧！蛋炒飯                       |                                     |

| 中华人民共和国星空卫视 每週一至週五 下午5:00~6:00 | 中华人民共和国星空卫视 每週一至週五 下午5:00~6:00 | 中华人民共和国星空卫视 每週一至週五 下午5:00~6:00 |
| ------------------------------------------------- | ------------------------------------------------- | ------------------------------------------------- |
|                                                   | 比赛开始                                          |                                                   |
| 黑糖玛奇朵                                        | 黑糖群侠传                                        |                                                   |

| 香港 無線劇集台 每週一至週五 17:00-17:45     | 香港 無線劇集台 每週一至週五 17:00-17:45 | 香港 無線劇集台 每週一至週五 17:00-17:45 |
| -------------------------------------------- | ---------------------------------------- | ---------------------------------------- |
|                                              | （2011.08.11 - 2011.10.05）              |                                          |
| 那一年的幸福時光 （2011.06.27 - 2011.08.10） | 黑糖瑪奇朵 （2011.10.06 - 2011.11.02）   |                                          |